# Драгович, Радован
Радован Драгович (серб. Радован Драговић; 10 декабря (28 ноября) 1878 года, Ужице, — 7 января 1906 (25 декабря 1905), Белград) — сербский журналист и политик, один из лидеров рабочего движения Сербии и один из основателей Сербской социал-демократической партии.

## Биография
Драгович родился в 1878 году в Ужице, в бедной семье. Его мать была намного моложе отца, но скоро умерла, оставив отца одного с двумя сыновьями. Поступив в среднюю школу, Драгович получал стипендию, на которую содержал свою семью.
В младших классах средней школы Драгович уже читал произведения сербского социалиста Светозара Марковича и русского революционера-демократа Николая Чернышевского. Из-за продажи газеты «Социјалдемократа» в Ужицкой реальной гимназии у Драговича возникли проблемы. Через какое-то время школьное руководство закрыло студенческое объединение «Напредак» из-за обвинений в социализме. Часть денег объединения, найденная у Драговича, по его личной просьбе, была направлена в редакцию газеты «Социјалдемократа». Другая часть досталась сербским социалистическим эмигрантам.
В конце 1896 года он отправился в Загреб (тогда Австро-Венгрия), чтобы освоить плотницкое ремесло. Там он впервые увидел рабочее движение в действии и газету «Слобода», о которой он писал с большим энтузиазмом. Недолго побыв в Загребе, он отправился в Грац, с намерением выучить немецкий язык. За три года трудовой деятельности в Граце Драгович не только узнал больше о современном рабочем движении, что впоследствии сильно помогло ему в Сербии, но и благодаря постоянному чтению приобрёл основательные знания по социалистической теории. В этот момент он перестает читать Чернышевского и Марковича и начинает читать Маркса, Энгельса, Каутского и критику Плеханова в адрес Чернышевского. Чтение «Анти-Дюринга» Энгельса оказало огромное влияние на его понимание социализма.
В октябре 1899 года он вернулся в Сербию и устроился на работу в Белграде. Там он начал активно участвовать в рабочем и социал-демократическом движении Сербии. В 1900 году организовал издание социалистической газеты «Напред» («Вперёд»). Участвовал в создании профсоюзной организации «Белградское рабочее общество». Был членом редакционных коллегий ряда социалистических газет («Раднички лист», «Стари раднички лист» и других). В своих статьях призывал к борьбе за создание классовых рабочих организаций в Сербии.
В 1902 году Драгович инициировал акцию по принятию трудового законодательства, когда во второй раз была подготовлена петиция рабочих для Народной скупщины. Петицию подписали не только рабочие Белграда, но и рабочие из других районов страны. Однако первое трудовое законодательство в Сербии было принято лишь в 1910 году.
С 1902 года и до своей смерти, Драгович — главный редактор органа сербских социал-демократов — газеты «Радничке новине» («Рабочая газета»). В эти годы он оставляет плотницкое ремесло, чтобы полностью посвятить себя работе в движении. В конце 1902 году «Рабочая газета» запрещена, и Драгович в номере 23 резко критикует политику правительства. Девять дней спустя в Белграде прошли антиправительственные «мартовские демонстрации», закончившиеся кровавыми столкновениеми с полицией.
В 1902—1903 годы он являлся секретарём Центрального комитета рабочих организаций, готовившего создание Сербской социал-демократической партии. В июле 1903 года, после Майского переворота, состоялись учредительные съезды Сербской социал-демократической партии и Главного рабочего союза. По предложению Драговича, съезд единогласно принял в качестве своей программы программу Социал-демократической партии Германии. На съезде Драгович был избран секретарём партии, позже стал председателем.
Осенью 1903 года в Белграде открылась Профсоюзная школа для членов профсоюза, где Драгович преподавал профсоюзную политику, основываясь на марксистских идеях.
Первый острый и серьёзный конфликт сербского рабочего движения в XX веке произошел в конце 1904 года. Тогда произошло столкновения группы офицеров с социалистами в Крагуеваце из-за политических разногласий социалистического движения и правительства Сербии.
Уже в 1905 году Драгович был болен туберкулёзом, что мешало ему участвовать во многих партийных мероприятиях. Будучи очень больным, он проголосовал за кандидата от партии в парламент Белграда. Спустя 6 дней, в ночь с 24 на 25 декабря (по старому стилю), Драгович умер.